# Maršová-Rašov
Maršová-Rašov es un municipio del distrito de Bytča en la región de Žilina, Eslovaquia, con una población estimada a final del año 2024 de 1066 habitantes.
Se encuentra ubicado al oeste de la región, cerca del curso alto del río Váh (cuenca hidrográfica del Danubio) y de la frontera con la región de Trenčín.

## Demografía
| Año        | 1994 | 2004    | 2014  | 2024     |
| ---------- | ---- | ------- | ----- | -------- |
| Población  | 728  | 780     | 858   | 1066     |
| Diferencia |      | +7,14 % | +10 % | +24,24 % |

| Año        | 2023 | 2024    |
| ---------- | ---- | ------- |
| Población  | 1064 | 1066    |
| Diferencia |      | +0,18 % |